# Brás Carneiro Leão

Armas do barão de São Brás, as mesmas da família Carneiro.

Brás Carneiro Leão, primeiro e único barão de São Brás (Cabo de Santo Agostinho, 1804 — Recife, 3 de fevereiro de 1876), foi um senhor de vários engenhos-de-açúcar na região de Pernambuco.
Filho de Manuel Carneiro Leão Campello e de sua primeira esposa, Maria do Carmo Dinis Bandeira, primos entre si, casados em 1800. Casou-se com sua prima Ana Isabel Brígida Carneiro Leão, com quem não teve filhos.
Recebeu os graus de oficial da Imperial Ordem da Rosa e de comendador da Imperial Ordem de Cristo. Elevado a barão por decreto de  17 de maio de 1871; o título faz referência ao santo devido ao nome do nobre.